# Яковенко Елеонора Вікторівна
Яковенко Елеонора Вікторівна (5 листопада 1934, Київ — 9 грудня 1998, Чернігів) — доктор історичних наук, професор, фахівець з археології ранньої залізної доби.

## Життєпис
Народилась 5 листопада 1934 року в м. Київ.
1957 р. закінчила Київський університет. У 1965—1968 рр. навчалася в аспірантурі Інституту археології. 1970 р. захистила кандидатську дисертацію «Скифы Восточного Крыма в V—III вв. до н. э.», 1986 р. — докторську «Скифы на Боспоре (грекоскифские отношения в VII—III вв. до н. э.)».
У 1957—1973 рр. працювала в Інституті археології.
1973—1987 рр. — старший викладач, доцент, зав. кафедри загальної історії Чернігівського педагогічного інституту; 1987—1993 рр. — директор Керченського історико-культурного заповідника, створеного здебільшого її зусиллями; 1993—1995 рр. — заступник директора Заповідника. На початку 1990-х рр. викладала за сумісництвом в університеті Браям Янг (штат Юта, США).
Працювала у Південно-Українській (1961—1966), Керченській (1965—1967) експедиціях, Північно-Рогачицькій (1970—1972), Дністровській (1974, 1975), Південно-Донській (1976—1986), Тарханкутській (1976—1979), Німфейській (1984—1989). Автор понад 80 праць.

## Нагороди та відзнаки
Відзначена званням «Відмінник народної освіти», нагороджена медалями «За трудову доблесть» і «Ветеран праці», пам'ятним знаком «За активну участь у охороні пам'яток Великої Вітчизняної війни». Долучена до кембріджського видання «Who is who. Women of the world» (1992).

## Основні праці
- Елліністичні амфори, знайдені на Київщині // Археологія. — 1964. — XVI;
- Скіфи Східного Криму в V—III ст. до н. е. — К., 1974;
- Древнейший памятник искусства скифов // СА. — 1976. — No 2;
- К истории исследования боспорских расписных склепов // Скифы и Боспор. — Новочеркасск, 1989;
- Боспорские древности из собрания Черниговского исторического музея // Вопросы истории и археологии Боспора. — Воронеж; Белгород, 1991[3].